# Бечов
Бечов (чеш. Bečov) је насељено мјесто са административним статусом сеоске општине (чеш. obec) у округу Мост, у Устечком крају, Чешка Република.

## Становништво
Према подацима о броју становника из 2014. године насеље је имало 1.575 становника.